# Qof
| Phénicien | Hébreu | Hébreu | Cursive |
| --------- | ------ | ------ | ------- |
| Qof       | ק      | ק      |         |

Qof ou Qoph (𐤒 en phénicien, ק en hébreu, prononcée /k/ ou /q/) est la dix-neuvième lettre de l'alphabet phénicien et de l'alphabet hébreu, représentant un Q dur provenant du fond de la gorge, en bloquant la luette (c'est donc la consonne occlusive uvulaire sourde). La lettre phénicienne est aussi devenue au cours du temps la lettre Q de l'alphabet latin, et la lettre Koppa (Ϙ, ϙ) dans certaines versions archaïques de l'alphabet grec.
Le mot hébreu Qof signifie "singe". Sa forme évoque une hache pour le caractère hébreu, ou une massue pour le caractère plus ancien.
Sa valeur numérique est 100.
Le caractère Unicode de ק est 05E7.

## Particularités
- Cette lettre est, avec la lettre He, l'une des 2 lettres constituée de 2 traits séparés par un espace. Toutes les autres lettres sont d'un seul bloc.